# Danger Man
Danger Man (titulada Secret Agent en Estados Unidos, conocida en español como Cita con la muerte en España y Argentina y Alta tensión en México) es una serie de televisión británica, que fue presentada entre 1960-1962, y otra vez entre 1964-1968. La serie está protagonizada por Patrick McGoohan como el agente secreto  John Drake. 
Ralph Smart creó la serie y escribió muchos de sus guiones. Danger Man fue financiada por ITC Entertainment de Lew Grade.

## Comentario inicial, en cada capítulo
"Cada gobierno tiene su servicio secreto. América, la CIA; Francia, la Deuxième Bureau; Inglaterra, el MI5. La OTAN también tiene el suyo. ¿Un trabajo sucio? Bien, así es como suelen llamarme, o a alguien como yo. Oh sí, mi nombre es Drake, John Drake."
El texto "La OTAN también tiene el suyo" no se decía siempre.

## Episodios
- Serie 1 (1960-1962): 39 episodios, 24 minutos cada uno.
- Serie 2 (1964-1965): 22 episodios.
- Serie 3 (1965-1966): 23 episodios.
- Serie 4 (1968): 2 episodios.

## Reparto
Serie 1 (1960-1962): 39 episodios
- Patrick McGoohan: John Drake (39 episodios, 1960-1961)
- Warren Mitchell: Banarji (3 episodios, 1960-1961)
- Ric Young: Ming (3 episodios, 1961)
- Lisa Gastoni: Clare Nichols (2 episodios, 1960-1961)
- Hazel Court: Francesca (2 episodios, 1960-1961)
- Donald Pleasence: capitán Aldrich (2 episodios, 1960-1961)
- Charles Gray: Alexis Buller (2 episodios, 1960-1961)
- Zena Marshall: doctor Leclair (2 episodios, 1961)
- Derren Nesbitt: Hans Vogeler (2 episodios, 1960-1961)
- Patrick Troughton: Bart (2 episodios, 1960-1961)
- Anthony Dawson: Martin (2 episodios, 1960-1961)
- Burt Kwouk: Chen Tung (2 episodios, 1961)
- Walter Gotell: coronel Perar (2 episodios, 1961)
- Eric Pohlmann: Moham (2 episodios, 1960-1961)
- Frank Thornton: Pepe (2 episodios, 1961)
- William Sylvester: James Carpenter (1 episodio, 1960)
- Mai Zetterling: Nadia Sandor (1 episodio, 1960)
- Beverly Garland: Jo Harris (1 episodio, 1961)
- William Marshall: Saul Khano (1 episodio, 1961)
- John Le Mesurier: Alvarado (1 episodio, 1960)
- Jack MacGowran: Launcelot Prior (1 episodio, 1960)
- Lois Maxwell: Sandi Lewis (1 episodio, 1960)
- Sam Wanamaker: Patrick Laurence (1 episodio, 1960)
- Hermione Baddeley: señora Grahame (1 episodio, 1961)
- Ronald Fraser (actor): Giuseppe Morelli (1 episodio, 1961)
- Nigel Green: coronel Heinrich Wetzel (1 episodio, 1961)
- Robert Shaw: Tony Costello (1 episodio, 1961)
- Edward Hardwicke: guardia de frontera (1 episodio, 1960)
- Jackie Collins: Lucia (1 episodio, 1961)